# Родионов, Павел Андронович
Павел Андронович Родионов (ум. 1869) — русский морской офицер. Участник русско-турецкой войне 1828—1829 годов и Крымской войны на балтийском театре. Георгиевский кавалер. Контр-адмирал (1866), младший флагман Балтийского флота.

## Биография
Родился в Таврической губернии в семье небогатого чиновника. С 3 октября 1813 по 1817 году получал образование в Черноморском артиллерийском училище, откуда был выпущен канониром в 5-ю морскую артиллерийскую бригаду и вскоре произведен в унтер-офицеры. 
Служил на Черноморском флоте, плавал артиллеристом на разных судах, принимал участие в делах против горцев и Русско-турецкой войне 1828—1829 годов. В 1828 году, включённый в состав сухопутного десанта, отличился при взятии крепости Анапа, за что был награждён Знаком отличия Военного ордена. 
В том же году отличился храбростью и при осаде Варны, за что был  произведен в констапели. В этих сражениях Родионов был контужен и последствия контузии остались у него на всю жизнь. В 1829 году Родионов на фрегате «Флора» крейсировал у Босфора и у румелийских берегов и участвовал во взятии города Агатополя. 
После окончания Русско-турецкой войны был переведён на  Балтийский флот, в 1-й Морской учебный экипаж. В 1831 году был переименован из констапелей в унтер-цейхвартеры 13 класса, а вскоре после этого (1831) произведён в прапорщики и подпоручики морской артиллерии и назначен в 1-м Морском учебном экипаже обучать нижних чинов артиллерии и строевой службе. Служил в Учебном экипаже до 1840 года, причём в 1834 году был повышен до лейтенанта.
Затем плавал на различных судах по Балтийскому и Северному морям, а в 1845 году был произведен в капитан-лейтенанты и получил в командование шхуну «Снег», на которой плавал 4 года по Балтийскому морю. Затем, в 1850—1853 годах, последовательно командовал фрегатами «Церера» и «Амфитрида», из которых последний представлял нечто вроде учебного артиллерийского судна или, по крайней мере, такого судна, на котором на артиллерию было обращено преимущественное внимание капитана.
Во время Крымской войны, в чине капитана 2-го ранга, участвовал в защите Кронштадта от посягательств со стороны англо-французского флота, командуя сперва по-прежнему «Амфитридой», а затем — линейным кораблем «Смоленск». В 1855 году командовал загородной батареей адмирала Литке в Кронштадте и 30 августа того же года был произведён в капитаны первого ранга. В 1855 году награждён орденом Святого Георгия 4 степени (за № 9653; за положенное число морских кампаний). 
В 1856 году командовал линейным кораблем «Полтава».
В 1856—1857 годах отобрал в Кронштадте людей для службы на учебном артиллерийском судне «Прохор» и обучал их «дельной стрельбе». С 1858 года состоял постоянным членом Комиссии для производства морских артиллерийских опытов на Волковом поле. 24 марта 1866 года  был произведен в контр-адмиралы и награжден орденом Святого Владимира 3-й степени, а 18 марта 1868 года был назначен младшим флагманом Балтийского флота.
Скончался в 1869 году после продолжительной болезни. 
Согласно оценке дореволюционного словаря РБС, «Родионов прошел тяжелую школу, начав службу чуть ли не с солдатской лямки, и выдвинулся благодаря личным достоинствам; специальностью его была морская артиллерия, в которой он приобрел репутацию сведущего и искусного офицера».